# Shtandart (1703)
russe : Штандартъ
La frégate Shtandart (russe : Штандартъ) est le premier navire de la flotte russe de la Baltique. Sa quille est posée le 24 avril 1703 au chantier naval Olonetsky près d'Olonets par décret du tsar Pierre Ier et des ordres émis par le commandant Aleksandr Menchikov. Le navire est construit par le constructeur naval néerlandais Wybe Gerens sous la supervision directe du tsar. C'est le premier navire amiral de la marine impériale russe et il est en service jusqu'en 1727.

## Historique
Le nom Shtandart (étendard) signifie le désir de Pierre le Grand d'accéder à la mer Baltique, qui au moment de la construction du Shtandart était dominée par l'Empire suédois. Un plan visant à prendre le contrôle de la mer Baltique sur la Suède est relancé après la fin de la Grande Ambassade de Pierre en 1698. Le nom fait plus directement référence à une pavillon naval créée pour la nouvelle flotte de la Baltique, dont le Shtandart est le premier navire,. Le but de Pierre fut finalement réalisé après avoir vaincu de manière décisive les forces suédoises à la bataille de Poltava , en 1709, un tournant pour la Russie dans la Grande Guerre du Nord (1700-1721).
La conception du Shtandart combine des techniques d'écoles de construction navale anglaise et néerlandaise. La carcasse du navire était large, presque carrée, et le double fond du navire plat, ce qui réduisait le tirant d'eau. Le gréement haut des voiles est de style anglais. La frégate estlancée le 22 août 1703 et met les voiles le 8 septembre 1703 pour Saint-Pétersbourg.

### LeShtandartet Pierre I
Le Shtandart est construit en seulement cinq mois, et l'implication personnelle du tsar Pierre Ier peut avoir accéléré la construction. Peter avait appris les techniques de construction navale des Néerlandais lors de sa tournée de la Grande Ambassade d'Europe occidentale (1697-1698), et il navigue sur le Shtandart en tant que capitaine sous le pseudonyme de Peter Mihajlov lors de son voyage inaugural d'Olonets à Saint-Pétersbourg en septembre 1703.

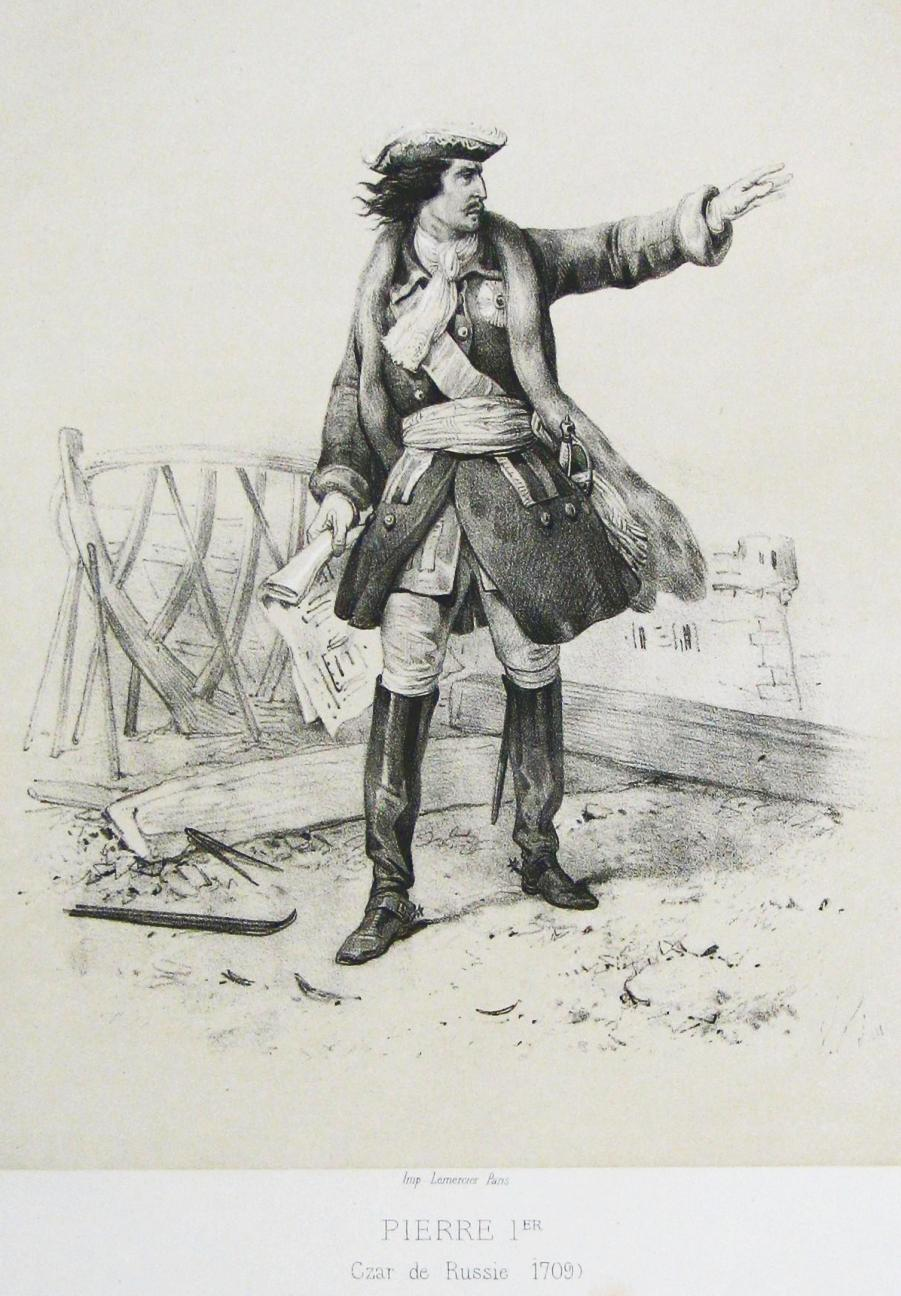
L'empereur Pierre Ier dans un chantier naval (Lemersoue 1709)

Dans la grande cabine, une boussole suspendue au-dessus d'une table ne pouvait être lue que par le dessous. Une légende russe raconte que cette boussole était suspendue au-dessus du hamac de Pierre et que lorsqu'il se réveillait, il vérifiait toujours la boussole pour s'assurer que la frégate suivait le bon cap.

### Réparations et rupture
Le Shtandart est révisé en 1710 et quatre canons furent ajoutés à son armement, ce qui en fait une frégate de 28 canons. Le navire est mis en cale sèche en 1711 pour le remplacement de plusieurs baux. En 1727, Catherine Ire commande une étude de la frégate pour déterminer si elle était suffisamment solide pour un autre radoub. Lors d'une tentative de surélévation du navire au-dessus de la ligne de flottaison, la coque est coupée en deux par les câbles utilisés dans le processus. 

## LeShtandartde Nicolas II
Le Shtandart de Nicolas II est le yacht impérial russe, lancé en 1895. Après 20 années de navigation au service de la famille Romanov, il entre en cale sèche au début de la Première Guerre mondiale. En 1917, son équipage participe aux révolutions russes de Février puis d'Octobre. Le yacht accueille alors l'organe révolutionnaire central des marins de la Baltique. L'année suivante, il est renommé Bосемна́дцатый Mарта, Vosemnadtsatoe Marta (« 18 mars », en souvenir du premier jour de la Commune de Paris), puis reste à quai jusqu'en 1932 dans le port militaire de Cronstadt. En 1932-1936, au chantier naval « André Marty » de Leningrad, il est transformé en mouilleur de mines et rebaptisé Marti. En 1948, après la publication dans L’Humanité d’un article critique envers Staline, André Marty est mis à l'écart du Parti communiste français et le mouilleur de mines Marti change encore une fois de nom et d'affectation : il devient le Oka et se voit transformé en navire-école et en caserne flottante de la flotte russe de la Baltique jusqu'en 1963 lorsqu'il est ferraillé.

## Réplique moderne de 1999
En 1994, un petit groupe de passionnés de voile dirigé par Vladimir Martus commença la construction d'une réplique du navire. Martus développa une nouvelle disposition du Shtandart construite avec quatre cloisons, la divisant en cinq compartiments. Le « Shtandart Project » (une organisation non commerciale dédiée au développement de la jeunesse) lança une réplique de la frégate le 4 septembre 1999.